# Jane (serie de televisión)
Jane es una serie de televisión educativa de aventuras para niños de acción real, creada por J.J Johnson y se estrenó en Apple TV+ el 14 de abril de 2023. La serie fue coproducida por Sinking Ship Entertainment y Instituto Jane Goodall, y fue filmado en Toronto, Ontario, Canadá. La serie aún no ha sido renovada para una segunda temporada.
La serie trata sobre una niña de 9 años, llamada Jane García, que es una aspirante a ambientalista cuya misión es salvar especies en peligro de extinción. Usando su imaginación, emprende aventuras con sus amigos David y Greybeard (un chimpancé) para proteger a los animales salvajes de todo el mundo.
Cada episodio se centra en una especie en peligro de extinción y, hacia el final de cada episodio, Jane entrevista a varios zoólogos para que la ayuden a responder su pregunta de investigación.
En Latinoamérica y España, la serie era emitida inicialmente por Apple TV+.

## Trama
Una joven ambientalista que idolatra a Jane Goodall se embarca en una aventura con su mejor amiga y un chimpancé para proteger a los animales salvajes del mundo.

## Personajes

### Principales
- Ava Louise Murchison como Jane Garcia, una niña de 9 años de ascendencia filipina y mexicana, aspirante a ambientalista cuya misión es proteger especies en peligro de extinción, usando su imaginación.
- Mason Blomberg como David, la mejor amiga de Jane que se embarca en aventuras con Jane para proteger especies en peligro de extinción. Tiene los mismos rasgos imaginativos que Jane.
- Tamara Almeida como Maria, la madre de Jane que vive en un edificio de apartamentos, junto a su hija y su marido, Tata.
- Greybeard, un animal de peluche que posee Jane y convierte su imaginación en una forma de chimpancé animada por computadora.

### Secundarios
- Paul Sun-Hyung Lee como Mr. Jin
- Al Rodrigo como Tata
- Dan Abramovici como Lucas
- Sam Marra como Kevin
- Jazz Allen como Millie
- Armando Alera como Cashier
- Lucian-River Chauhan como Kurtis
- Marium Carvell como Dawn
- Mark McKinney como Mr. Harrison
- Mary-Louise Parker como Robin
- Dion Johnstone como Andre
- Samantha Walkes como Toni
- Brian George como Mr. Siddartha
- Jayne Eastwood como Mrs. Joseph
- Wilfred Lee como Alex
- Marnie Brunton como Lauren
- Graham Greene como James
- Elise Bauman como Annisa

### Doblaje al español
- Mari Jó Núñez como Jane Garcia
- Alan Moo Malvárez como David

#### Créditos de doblaje
- Estudio de doblaje: SYSDUB
- Dirección de doblaje: Mónica Pavón
- Traducción y Adaptación: MAD
- Ingeniero de grabación: Alejandro Acevedo
- Ingeniero de mezcla: Marco Aurioles
- Producción: Alberto Castañeda
- Productora de doblaje: Pixelogic
- Lugar de doblaje:  México

## Episodios

### Primera temporada (2023)
| # (serie) | # (temp.) | Título original Título en español | Estreno en Estados Unidos | Estreno en Hispanoamérica | Estreno en España   |
| --------- | --------- | --------------------------------- | ------------------------- | ------------------------- | ------------------- |
| 1         | 1         | «Ursus maritimus»                 | 14 de abril de 2023       | 14 de abril de 2023       | 14 de abril de 2023 |
| 2         | 2         | «Carcharodon carcharias»          | 14 de abril de 2023       | 14 de abril de 2023       | 14 de abril de 2023 |
| 3         | 3         | «Apis mellifera»                  | 14 de abril de 2023       | 14 de abril de 2023       | 14 de abril de 2023 |
| 4         | 4         | «Acerodon jubatus»                | 14 de abril de 2023       | 14 de abril de 2023       | 14 de abril de 2023 |
| 5         | 5         | «Gavialis gangeticus»             | 14 de abril de 2023       | 14 de abril de 2023       | 14 de abril de 2023 |
| 6         | 6         | «Balaenoptera musculus»           | 14 de abril de 2023       | 14 de abril de 2023       | 14 de abril de 2023 |
| 7         | 7         | «Danaus plexippus»                | 14 de abril de 2023       | 14 de abril de 2023       | 14 de abril de 2023 |
| 8         | 8         | «Diceros bicornis»                | 14 de abril de 2023       | 14 de abril de 2023       | 14 de abril de 2023 |
| 9         | 9         | «Rangifer tarandus»               | 14 de abril de 2023       | 14 de abril de 2023       | 14 de abril de 2023 |
| 10        | 10        | «Panthera tigris»                 | 14 de abril de 2023       | 14 de abril de 2023       | 14 de abril de 2023 |

## Premios y nominaciones
| Año                                                      | Premiación                 | Categoría                                                                         | Nominado                                                           | Resultado | Ref.  |
| -------------------------------------------------------- | -------------------------- | --------------------------------------------------------------------------------- | ------------------------------------------------------------------ | --------- | ----- |
| Sindicato de Directores de Canadá                        | 21 de octubre de 2023      | Logro destacado en edición de sonido: serie de comedia o familiar                 | Sean W. Karp, Aravind Sundar y Cailey Milito ("Apis mellifera")    | Nominada  |       |
| Sindicato de Directores de Canadá                        | 21 de octubre de 2023      | Logro destacado en diseño de producción: serie de comedia o familiar              | Domini Anderson ("Danaus plexippu")                                | Nominada  |       |
| Sindicato de Directores de Canadá                        | 21 de octubre de 2023      | Logro destacado como director                                                     | J.J. Johnson ("Ursus maritimus")                                   | Nominada  |       |
| Premios Emmy para niños y familias                       | 16-17 de diciembre de 2023 | Serie destacada para ver niños o familias                                         | Jane                                                               |           | [ 4 ] |
| Premios Emmy para niños y familias                       | 16-17 de diciembre de 2023 | Escritura sobresaliente para un programa infantil o preescolar de acción real     | Jane                                                               |           | [ 4 ] |
| Premios Emmy para niños y familias                       | 16-17 de diciembre de 2023 | Cinematografía excepcional para un programa de acción en vivo con una sola cámara | Jane                                                               |           | [ 4 ] |
| Premios Emmy para niños y familias                       | 16-17 de diciembre de 2023 | Iluminación, cámara y artes técnicas excepcionales                                | Jane                                                               |           | [ 4 ] |
| Premios Emmy para niños y familias                       | 16-17 de diciembre de 2023 | Efectos visuales excepcionales para un programa de acción en vivo                 | Jane                                                               |           | [ 4 ] |
| Premios de Música de Hollywood de Medios de Comunicación | 15 de noviembre de 2023    | Leona Lewis y Diane Warren ("One Step Closer")                                    | Mejor canción original en un programa de televisión/serie limitada | Nominada  |       |

## Transmisiones internacionales
| País                 | Canal            |
| -------------------- | ---------------- |
| Estados Unidos       | Apple TV+        |
| Canadá               | Apple TV+        |
| Chile                | Apple TV+        |
| Colombia             | Apple TV+        |
| Honduras             | Apple TV+        |
| Perú                 | Apple TV+        |
| Panamá               | Apple TV+        |
| Uruguay              | Apple TV+        |
| Venezuela            | Apple TV+        |
| República Dominicana | Apple TV+        |
| Argentina            | Apple TV+        |
| Brasil               | Apple TV+        |
| Australia            | Apple TV+        |
| Reino Unido          | Apple TV+        |
| Francia              | Apple TV+ Canal+ |
| Italia               | Apple TV+        |
| Alemania             | Apple TV+        |
| Rusia                | Apple TV+        |
| México               | Apple TV+        |
| Polonia              | Apple TV+        |
| España               | Apple TV+        |